# Ulica Jana Pawła II w Kijowie
Ulica Jana Pawła II – ulica w rejonie peczerskim w Kijowie. Biegnie od ulicy Wasyla Tiutiunnyka do bulwaru Mykoły Michnowskiego.
Przecina ulice Ołeksandrа Poliakowa, Saperne Pole, Ihorа Branowyckiego, Pawła Zahrebelnego, Dmytra Doroszenki, Johna McCaina, Fortecznyj Tupyk i Mariji Prymaczenko.

## Historia
Ulica powstała w latach 50. XX wieku, kiedy zaczęto zabudowę obszaru dawnej miejscowości Saperne Pole. Początkowo nosiła nazwę Nowotwerska (jako kontynuacja ulicy Twerskiej). Od 1961 ulica nosiła nazwę Patrice Lumumba, na cześć Patrice'a Lumumby, pierwszego premiera Demokratycznej Republiki Konga.
Obecnie ulica jest nazwana na cześć papieża Jana Pawła II.

## Instytucje i instytucje
- Liceum Ogólnokształcące nr 47 (bud. nr 14)
- Biblioteka nr 150 rejonu peczerskiego (bud. nr 19)
- Technikum Urządzeń Elektronicznych (bud. nr 17)

## Obraz

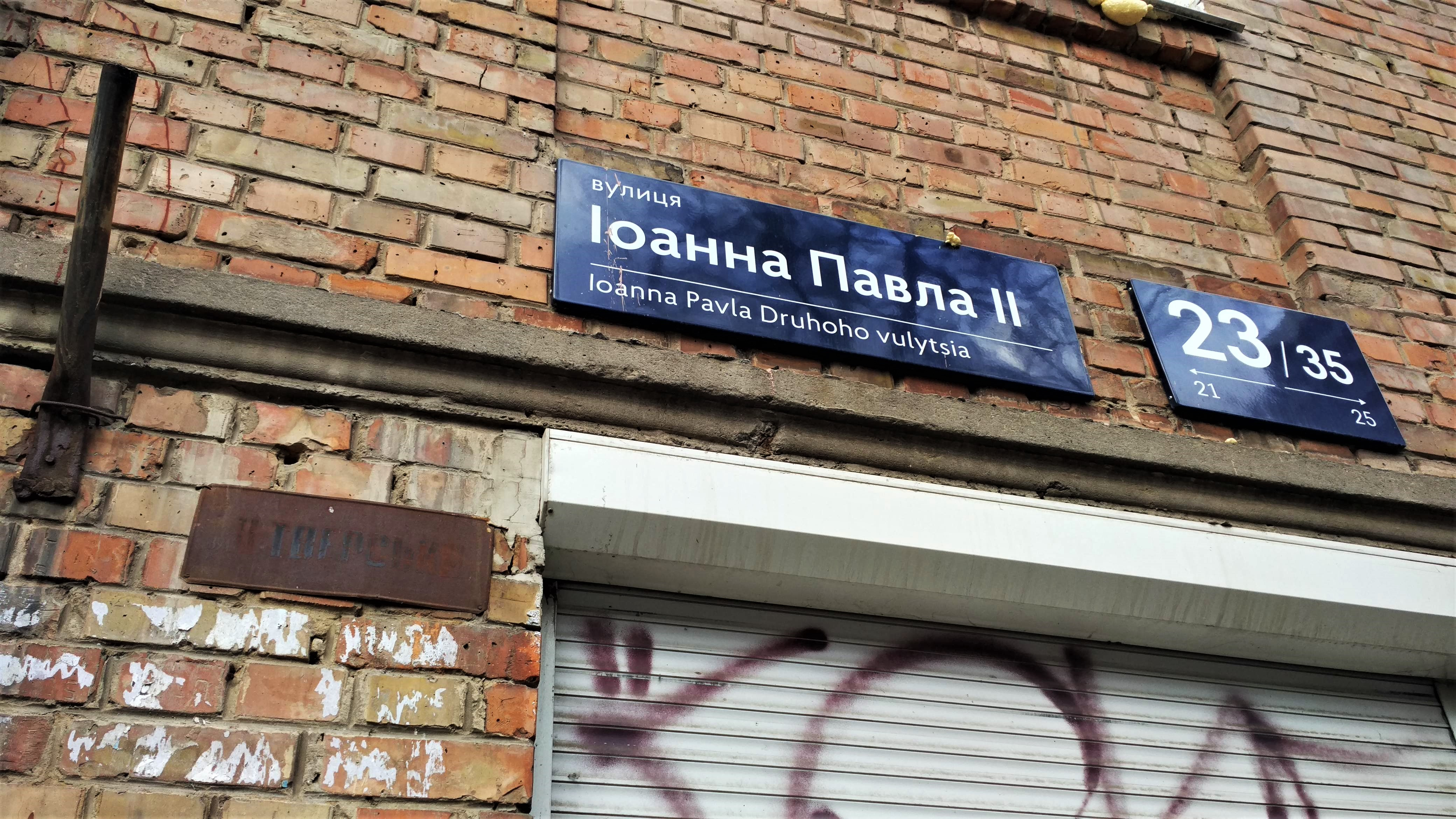
Tabliczki adresowe z oryginalną nazwą ulicy Nowotwerska i obecną